# Lasius lawarai
Lasius lawarai är en myrart som beskrevs av Seifert 1992. Lasius lawarai ingår i släktet Lasius och familjen myror. Inga underarter finns listade i Catalogue of Life.